# Coppa Agostoni 2013
La Coppa Agostoni 2013, sessantasettesima edizione della corsa e valida come evento dell'UCI Europe Tour 2013 categoria 1.1, si svolse il 21 agosto 2013 su un percorso di 169,7 km (la gara venne accorciata di 30 km a causa delle difficoltà delle squadre a raggiungere la partenza, per via di un incidente stradale). La vittoria fu appannaggio dell'italiano Filippo Pozzato, che completò il percorso in 4h58'15", precedendo i connazionali Simone Ponzi e Marco Zamparella.

## Squadre e corridori partecipanti
| N.      | Cod. | Squadra                      |
| ------- | ---- | ---------------------------- |
| 1-8     | AND  | Androni Giocattoli-Venezuela |
| 11-18   | AST  | Astana Pro Team              |
| 21-28   | KAT  | Katusha Team                 |
| 31-38   | LAM  | Lampre-Merida                |
| 41-48   | EUC  | Team Europcar                |
| 51-58   | BAR  | Bardiani Valvole-CSF Inox    |
| 61-68   | COL  | Colombia                     |
| 71-78   | VIN  | Vini Fantini-Selle Italia    |
| 81-88   | CCC  | CCC Polsat Polkowice         |
| 91-98   | MTN  | MTN-Qhubeka                  |
| 101-108 | RVL  | RusVelo                      |

| N.      | Cod. | Squadra                     |
| ------- | ---- | --------------------------- |
| 111-118 | SOJ  | Sojasun                     |
| 121-128 | CSS  | Champion System             |
| 131-138 | TSV  | Topsport Vlaanderen-Baloise |
| 141-148 | CEF  | Ceramica Flaminia-Fondriest |
| 151-158 | PPO  | Nippo-De Rosa               |
| 161-168 | UNA  | Utensilnord-Ora24.eu        |
| 171-178 | AMO  | Amore & Vita                |
| 181-188 | MKT  | Meridiana-Kamen Team        |
| 191-198 | LOK  | Lokosphinx                  |
| 201-208 | LET  | Leopard-Trek Continental    |

## Ordine d'arrivo (Top 10)
| Pos. | Corridore          | Squadra          | Tempo    |
| ---- | ------------------ | ---------------- | -------- |
| 1    | Filippo Pozzato    | Lampre           | 4h58'15" |
| 2    | Simone Ponzi       | Astana           | s.t.     |
| 3    | Marco Zamparella   | Utensilnord      | s.t.     |
| 4    | Davide Rebellin    | CCC-Polsat       | s.t.     |
| 5    | Ivan Rovnyj        | Flaminia         | s.t.     |
| 6    | Angelo Pagani      | Bardiani Valvole | s.t.     |
| 7    | Davide Mucelli     | Flaminia         | s.t.     |
| 8    | Franco Pellizotti  | Androni          | s.t.     |
| 9    | Aleksandr Kolobnev | Katusha          | s.t.     |
| 10   | Björn Thurau       | Europcar         | s.t.     |